# A Batalha de Natal
Candy Cane Lane (bra/prt: A Batalha de Natal) é um filme estadunidense de comédia e fantasia natalina de 2023, dirigido por Reginald Hudlin e escrito por Kelly Younger. O filme é estrelado por Eddie Murphy, Tracee Ellis Ross, Jillian Bell, Thaddeus J. Mixon, Ken Marino, Trevante Rhodes, David Alan Grier e Nick Offerman.
Hudlin dirigiu Murphy e Alan Grier anteriormente no filme Boomerang (1992). Foi lançado exclusivamente pela Amazon Prime Video em 1º de dezembro de 2023.

## Enredo
Demitido às vésperas do Natal, o profissional de marketing Chris Carver deseja ganhar o prêmio do concurso anual de decoração natalina do qual participa todos os anos. À procura de grandes enfeites, ele acaba fazendo um acordo com uma elfo maligna chamada Pepper e ela acaba lançando o feitiço dos "12 Dias de Natal", o que pode causar estragos em toda a cidade. Para salvar o natal e ganhar o prêmio, Chris contará com a ajuda da família e de personagens mágicos na luta contra Pepper.

## Elenco
- Eddie Murphy como Chris Carver
- Tracee Ellis Ross como Carol Carver
- Jillian Bell como Pepper
- Genneya Walton como Joy Carver
- Thaddeus J. Mixson como Nick Carver
- Madison Thomas como Holly Carver
- Nick Offerman como Pip
- Chris Redd como Lamplighter Gary
- Robin Thede como Cordelia
- David Alan Grier como Papai Noel
- Ken Marino como Bruce
- Anjelah Johnson-Reyes como Shelly
- Lombardo Boyar como Scott
- Timothy Simons como Emerson
- Danielle Pinnock como Kit
- Iman Benson como Selah
- Trevante Rhodes como Tre
- Riki Lindhome como Suz
- Catherine Dent como Lee
- Stephen Tobolowsky como Professor Benedetto

Além disso, o grupo musical Pentatonix (Scott Hoying, Kirstin Maldonado, Mitch Grassi, Kevin Olusola e Matt Sallee) retratam os cantores e também os dublam em sua forma de bonecos de presépio.

## Lançamento
A Batalha de Natal foi lançado mundialmente pela Amazon Prime Video em 1° de dezembro de 2023. O filme teve uma bom desempenho entre os telespectadores, tornando-se o título mais assistido da plataforma, além de ter entrado para o top 10 mundial de maiores estreias dos estúdios Amazon. Richard Roeper , do Chicago Sun-Times, deu ao filme uma pontuação de dois em quatro estrelas, comentando "Candy Cane Lane é um filme incrivelmente irregular que oscila entre o drama familiar absurdo, a comédia pastelão e truques carregados de efeitos especiais".